# Company of Heroes: Opposing Fronts
Company of Heroes: Opposing Fronts är ett expansionspaket till Company of Heroes. Spelet utvecklades av Relic Entertainment och utgavs av THQ i september 2007. Spelet adderar ytterligare två arméer till spelet: det tyska Kampfgruppe Lehr och den brittiska 2:a armén (British 2nd Army). 
Opposing Fronts är i likhet med en av Relics tidigare titlar en så kallad stand-aloneexpansion. Spelet expanderar inte den ursprungliga titeln på samma sätt som många andra expansion gör. Opposing Fronts är egentligen ett eget spel som bygger på den ursprungliga titeln. Man kan spela Opposing Fronts utan att äga Company of Heroes, men spelen möts i multiplayerdelen. Systemet är byggt så att spelare som äger Opposing Fronts endast kan spela Kampfgruppe Lehr och 2:a armén, och spelare som endast äger Company of Heroes endast kan spela de ursprungliga fraktionerna. Spelare som äger båda kan givetvis spela båda genom samma system.

## Tillägg
Opposing Fronts lägger till en rad grafiska uppdateringar men inkluderar även ett vädersystem. Spelet ändrar också delar av originalspelet vilket har lett till många problem med balansering.
Problemet ligger i att de ursprungliga fraktionerna inte på något sätt kan behållas i samma skick som tidigare och fortfarande vara kapabla till att slå tillbaka de nya fraktionerna. Ett flertal förändringar gjordes för att åtgärda detta men lösningen ledde till ytterligare problem.
Ett annat dilemma för utvecklaren var att utgivaren THQ valde att sätta release-datumet två månader tidigare än utvecklarföretaget hade planerat. Det officiella releasedatumet hade av utvecklaren ursprungligen satts till i början av november, men spelet släpptes i september.

## Gameplay
Spelet är baserat på Company of Heroes vilket gör att spelets grundvalar är baserade på samma princip. Skillnaden ligger i de nya fraktionerna. Det vill säga: Nya vapen, nya fordon och nya soldater.

### Kampfgruppe Lehr
Kampfgruppe Lehr var från början byggd för att vara en speciellt offensiv fraktion, och spelar ut den tyska Blitzkrieg-taktiken med mycket lättare pansartrupper och snabbt och rörligt infanteri. Kampfgruppe Lehr har dock en avsaknad av försvarskapacitet, vilket gör att spelare av denna fraktion blir starkt offensiva. Vältränade spelare övar dock i försvar som Kampfgruppe Lehr eftersom det i spelande på högre nivå krävs till en hög grad.

### British 2nd Army
Den brittiska fraktionen är Kampfgruppe Lehrs direkta motsats och är mycket defensiva. De har stor kapacitet till försvarsverk och är den enda fraktion som kan konstruera skyttegravar. De har kraftigt infanteri men är sämre på att mobilisera några större antal.

## Kampanjer
Till skillnad från Company of Heroes finns det en kampanj för båda sidor. Kampanjerna bygger dels på britternas invasion av Caen, där man spelar ur brittisk synvinkel, och den motsvarande kampanjen som Kampfgruppe Lehr där man slår tillbaka fallskärmstrupperna under Operation Market Garden. 